# Miecze Hallerowskie

Miecze Hallerowskie, Dyplom nadania odznaki Tadeuszowi Romerowi

Odznaka pamiątkowa Armii Generała Hallera lub Miecze Hallerowskie – pamiątkowa odznaka przyznawana żołnierzom Armii Polskiej we Francji w okresie II Rzeczypospolitej przez Zarząd Związku Hallerczyków, a później, do dziś – zasłużonym kombatantom przez Stowarzyszenie Weteranów Armii Polskiej w Ameryce (SWAP).

## Wygląd odznaki
Odznaka ma kształt rombu z czerwoną obwódką na awersie, na którym znajduje się orzeł z rozpostartymi skrzydłami, ze złotą koroną i szponami oraz złotym krzyżem na piersi. Za orłem znajdują się dwa skrzyżowane miecze o wystających spoza rombu złotych rękojeściach i sztychach. W rombie, na wysokości głowy orła znajduje się data 4-X-1918 – dzień, w którym Komitet Narodowy Polski powierzył Józefowi Hallerowi formalne dowództwo nad formującą się armią polską. Po lewej i prawej stronie skrzydeł znajdują się napisy FRANCJA  i WŁOCHY, a poniżej ogona – Ameryka i pod nim monogram „JH” (Józef Haller).
Na rewersie był ręcznie wygrawerowany numer seryjny na gładkim tle. Odznaka była wykonywana ze srebrzonego tombaku i emaliowana. Rozmiar odznaki to 31 × 42 mm.
Do szczytu rombu przytwierdzone jest kółko umożliwiające zawieszenie odznaki na wstążce. Wstążka miała kolor jasnoniebieski (blaknący do szaro-burego) z biało-amarantowymi obwódkami. Kolor wstążki nawiązywał do popularnej nazwy Armii Polskiej we Francji: Błękitnej Armii. W związku ze zmiennymi wytycznymi dowództwa wojska (patrz niżej) – istnieje również wersja odznaki na sztyfcie/śrubce.
Istniało kilka rodzajów legitymacji i dyplomów. M.in. zawierały one tekst: ARMJA POLSKA WE FRANCJI / LEGITYMACJA (lub DYPLOM) / … … … otrzymuje odznakę / „MIECZE HALLEROWSKIE” / na pamiątkę wiernej służby dla Ojczyzny / we Francji i we Włoszech 1918–1920 r. / Dowódca / GEN. HALLER / ZARZĄD / (podpisy, miejsce wystawienia i data wydania).
Odznaka przyznawana przez SWAP zawiera na wysokości ogona orła również napis AME–RYKA. Na rewersie nie ma numeru.

## Przyznawanie
Osoby posiadające biało-amarantowe wstążki armii gen. Hallera mogły zostać odznaczone Krzyżem Walecznych. Osoby odznaczone w ten sposób zostały wymienione w Dzienniku Personalnym Ministerstwa Spraw Wojskowych nr 39 i 41 z 1921.
W latach 20. i 30. XX wieku odznaka Mieczy Hallerowskich była przyznawana przez Zarząd Związku Hallerczyków. Organem rozpatrującym wnioski o nadanie odznaczenia była Kapituła Mieczy Hallerowskich. Kanclerzem Kapituły był ks. Jan Więckowski. Celem uzyskania dyplomu uprawniającego do otrzymania odznaki Miecze Hallerowskich, zarówno wojskowi pozostający w czynnej służbie wojskowej, jaki byli wojskowi służący w armii gen. Hallera w formacjach francuskich bądź włoskich, mogli zwrócić się z wnioskiem do Kapituły Mieczy Hallerowskich, podając swoją tożsamość oraz szarżę i formację w armii gen. Hallera oraz załączyć dowód wydany przez ówczesne dowództwo, stwierdzający faktyczną przynależność formacji armii gen. Hallera.
Za pracę w Armii Polskiej przyznawano Miecze Hallerowskie, a ponadto nagradzano w formie honoris causa.
16 grudnia 1924 roku Minister Spraw Wojskowych generał dywizji Władysław Sikorski zakazał żołnierzom w czynnej służbie noszenia odznaki na wstążce jasnoniebieskiej z prążkami biało-amarantowymi po brzegach. Już kilka miesięcy później Minister Spraw Wojskowych wydał zgodę na noszenie odznaki rozkazem nr 100 z 17 marca 1925 roku, jednak tylko na śrubce (nie na wstążce) pod klapą lewej górnej kieszeni trencza (kurtki) na wysokości trzeciego guzika.
Z okazji 550. rocznicy istnienia cudownego obrazu na Jasnej Górze w Częstochowie oraz w ramach ogólnopolskiej pielgrzymki Hallerczyków 9 października 1932 gen. J. Haller złożył Miecze Hallerowskie w kaplicy przez obrazem Matki Bożej.
Obecnie odznaka Miecze Hallerowskie przyznawana jest zasłużonym kombatantom przez Stowarzyszenie Weteranów Armii Polskiej w Ameryce.

## Odznaczeni
Mieczami Hallerowskimi dekorowano nie tylko uczestników I wojny światowej, a także np. weteranów powstania styczniowego. Mieczami Hallerowskimi byli odznaczani także cudzoziemcy, m.in. w 1925 Amerykanin płk Thomas W. Miller, a także włoscy oficerowie i kombatanci, w tym jako pierwszy Włoch – Benito Mussolini, a także Maurizio Ferrante Gonzaga, Amilcare Rosci, Nicola Sansanelli, Renzo Cardelii Rinaldini, Angelo Zilli. Pierwszą organizacją, która otrzymała to odznaczenie było Towarzystwo Powstańców i Wojaków w Krotoszynie. Sztandar organizacji osobiście udekorował gen. Józef Haller 29 czerwca 1936 r.. 